# Offlaga
Offlaga (Oflaga in dialetto bresciano) è un comune italiano di 4 136 abitanti della provincia di Brescia in Lombardia.

## Geografia fisica
Dal punto di vista orografico il territorio di Offlaga ha un'altitudine media di 72 m s.l.m. ed è pianeggiante.
Il fiume Mella attraversa il territorio comunale ad oriente dell'abitato della sede comunale. Sono presenti inoltre due canali irrigui: il vaso Pola detto anche seriola Manerbia, che attraversa i territori delle frazioni di Faverzano e Cignano, e la seriola Bassana, che si dirama dal Mella all'altezza di Offlaga per sfociare nella seriola Lusignolo a Bassano Bresciano.
- Classificazione sismica: zona 3 (sismicità bassa)[6].

## Origini del nome
Stando a quanto riporta il Mazza (1986), il toponimo deriverebbe dall'aggettivo ofellaca a sua volta derivato dal nome personale Ofellus. Secondo una più recente teoria, invece, il toponimo sarebbe da ricondurre al germanico huf (corte) - lagar (accampamento), a indicare pertanto un presidio fortificato longobardo .

## Storia

### Epoca romana
Nel territorio di Offlaga sono state rinvenute delle iscrizioni dedicate ai Dioscuri Castore e Polluce le quali attesterebbero la presenza romana nella zona. In località Cornaletto del Fenil Basso furono rinvenute delle tombe nel 1961 che furono incautamente distrutte: si rinvenne una fornace per laterizi e una coppa di terracotta.

### Epoca medioevale
Un documento del 25 marzo 761 cita Ofolaga e si ipotizza che sia il primo riferimento scritto sopravvissuto fino ad oggi.
Pochi sono i documenti a disposizione che sono stati redatti tra l'XI secolo e il XV secolo. A Offlaga fu presente un castrum a cui oggi fa riferimento la piazza Castello posta nei pressi della Chiesa Parrocchiale. Del fortilizio originale probabilmente rimane una torre che è stata incorporata nella canonica. Il Castello fu proprietà del comune, ma al suo interno vi dimorarono diverse famiglie, tra cui i Luzzago.
I nobili Offlaga, che trassero il proprio nome dal paese, furono probabilmente valvassori della zona. L'ultima discendente della famiglia, Apollonia, morta nel 1628, diede il patrimonio di famiglia all'Ospedale degli incurabili con il compito di mantenere la Pia opera Offlaga avente il compito di sostenere una scuola a sostegno dei bambini della città di Brescia.
Secondo l'Estimo Visconteo del 1385, il comune di Offlaga rientrava nella quadra di Pontevico, mentre durante il dominio della Serenissima, l'istituzione fu assegnata a quella di Manerbio.

### Epoca moderna
Secondo il Catastico bresciano di Giovanni Da Lezze (1610) il territorio attorno ad Offlaga apparteneva ai nobili Barbisoni ed ai Roami.
Nel 1764 è attestato che il comune facesse ancora parte della quadra di Manerbio.

### Epoca napoleonica
Con l'istituzione della Repubblica Bresciana (1797), il comune di Offlaga fu inserito nel Cantone del Basso Oglio.
Con l'incorporazione dell'effimera repubblica in quella Cisalpina, il paese fu inserito nel Distretto dello Strone del Dipartimento del Mella (1798). Con il riassetto istituzionale della seconda repubblica cisalpina, avvenuto nel 1801, Offlaga fu assegnato nel Distretto III di Verola Alghisi del Dipartimento del Mella e così si mantenne anche all'interno della Repubblica napoleonica d'Italia.
Con l'istituzione del Regno d'Italia e il riordinamento di questa tramite il decreto 8 giugno 1805, il comune fu associato al Cantone I di Verolanuova a sua volta facente parte del Distretto III di Verolanuova del Dipartimento del Mella. Fu inoltre inserito tra i comuni di terza classe. A partire dal 1º gennaio 1810, tuttavia, Offlaga perdette l'autonomia municipale e il suo territorio fu assegnato a quello di Cignano.

### Epoca austriaca
A seguito del Congresso di Vienna e l'assegnazione dei territori del bresciano al Regno Lombardo-Veneto appartenente alla corona asburgica, ad Offlaga fu restituita l'autorità municipale grazie alla notificazione 12 febbraio 1816. Fu inserito nel Distretto XI di Verolanuova della nuova Provincia di Brescia. Nel 1853 fu assegnato al Distretto XII, sempre con capoluogo Verolanuova.

### Dopo l'Unità d'Italia
Dopo gli eventi della seconda guerra d'indipendenza italiana le province lombarde furono assegnate al Regno di Sardegna (dal 1861, Regno d'Italia). Con la legge 23 ottobre 1859, n. il comune di Offlaga fu inserito nel mandamento I di Verolanuova a sua volta appartenente al circondario VI di Verolanuova della provincia di Brescia.
Nel 1876, il comune fu devastato da un fortunale che distrusse tutti i raccolti. Lo stesso anno fu completato il nuovo ponte sul fiume Mella.
Nel 1928 a seguito del Regio Decreto 12 gennaio 1928, n. 64, Offlaga ricevette i territori dei soppressi comuni di Cignano e Faverzano.

### Simboli
(D.P.R. del 13 marzo 1964)
L'ape rappresenta l'operosità della popolazione; le tre stelle simboleggiano i principali abitati che compongono il comune: Offlaga, Faverzano e Cignano.
Il gonfalone è un drappo di bianco e di azzurro.

## Monumenti e luoghi d'interesse

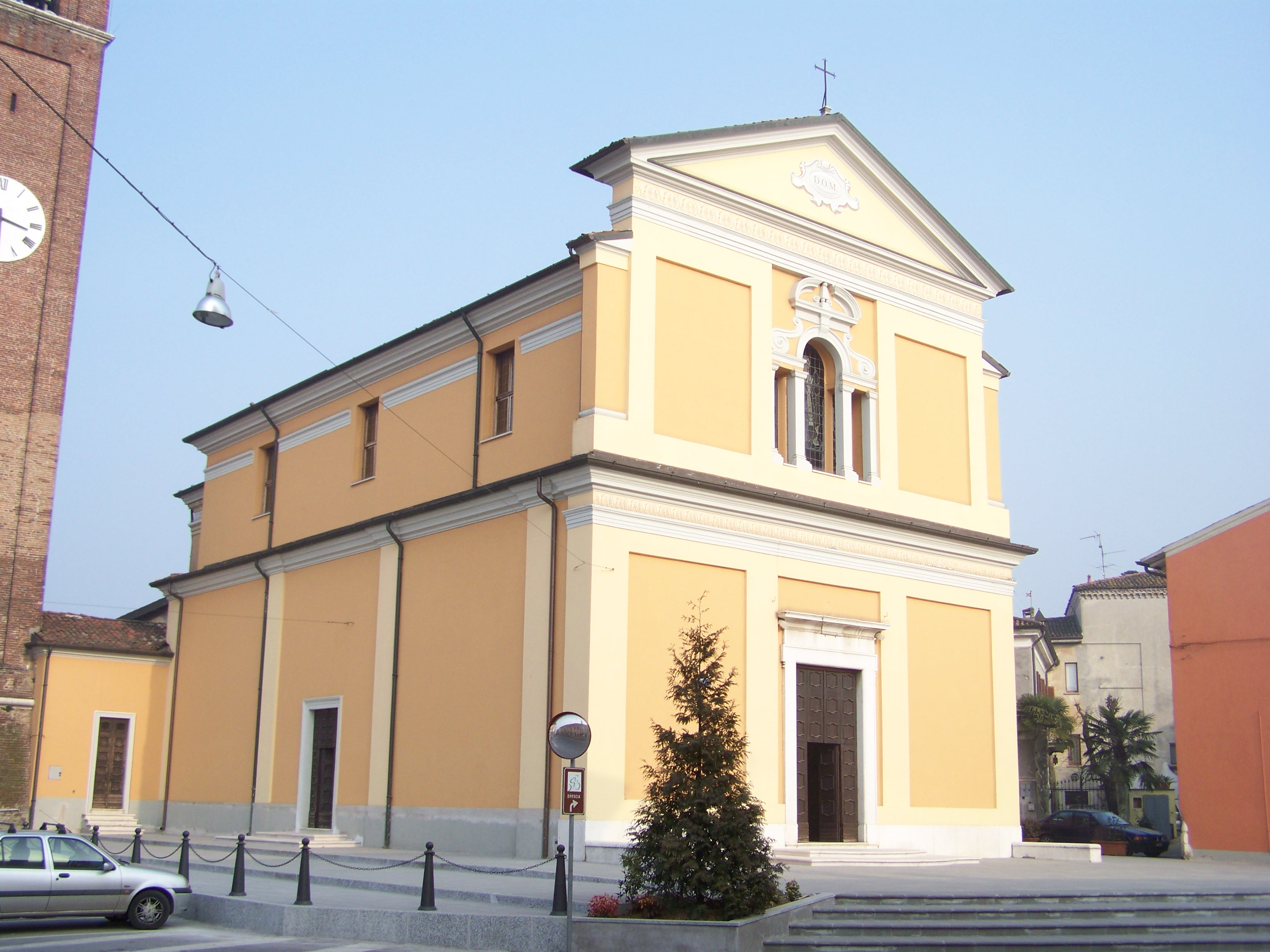
Chiesa parrocchiale

### Palazzo Barbisoni-Fe' d'Ostiani
Costruito dalla famiglia Barbisoni nel Seicento, passò successivamente in proprietà ai conti Fe' d'Ostiani. Stando al Mazza (1986), l'esterno ha un'impronta di tipo settecentesco, dovuto probabilmente agli interventi effettuati nei due secoli successivi alla sua costruzione.
È dotato di un corpo principale di fabbrica su tre livelli. L'esterno del lato orientato verso il giardino è ornato da una cornice sottogronda a mensole marmoree. Il giardino è unito all'edificio tramite un porticato.
Il palazzo è sede municipale.

### Chiesa dei Santi Pietro e Paolo
La chiesa parrocchiale arcipretale dei Santi Pietro, Paolo e Imerio trae origine da tre benefici distinti in una data compresa tra i secoli XV e XVI. Rimase dipendente dalla pieve di Manerbio fino al 1635 quando ottenne piena autonomia.
Fu edificata nel 1592 e abbellita nel corso degli anni. L'interno, in stile barocco, è a navata unica e conserva pregevoli opere d'arte.
L'altare maggiore, in marmo policromo, è impreziosito da un'elegantissima tribuna aggiunta nel 1740. Sulla parete di fondo dell'abside si trova, entro una splendida cornice in marmo giallo, la bellissima pala d'altare del Seicento raffigurante Maria Assunta.
Sono presenti quattro altari laterali, tutti in pregiati marmi policromi: l'altare della Madonna; l'altare del Sacro Cuore abbellito da una pala dipinta dal Cossali nel 1610 e raffigurante il Santissimo Sacramento adorato da san Carlo Borromeo e san Francesco d'Assisi; l'altare delle reliquie nel quale è esposta una preziosa statua lignea seicentesca raffigurante sant'Imerio vescovo; l'altare di sant'Antonio di Padova sopra al quale si trova una pala del Santo col Bambino Gesù del 1652.
Sopra il portone d'ingresso è collocato un grande e pregevole quadro risalente alla seconda metà del Seicento raffigurante la Crocifissione.
La decorazione dell'edificio risale ai primi anni del Novecento ed è opera del decoratore bresciano Giuseppe Trainini, che ornò tutta la chiesa con motivi ispirati allo stile barocco della stessa, rendendo la completa illusione di un magnifico lavorio di stucchi secenteschi. Il volto della navata è occupato da un grande medaglione centrale, nel quale il pittore bergamasco Giovanni Battista Galizzi raffigurò un trionfo di Santi ai piedi della Vergina Assunta.
Il campanile fu eretto nel 1730.

### Santuario Beata Vergine della Formica
Il santuario, molto caro agli Offlaghesi e molto conosciuto anche al di fuori del territorio comunale, risale al 1542. L'aspetto attuale si deve alla successiva riedificazione del 1779. La struttura odierna è a navata unica con pronao dal voltino a vele e tre aperture ripartite da colonne molto eleganti.
L'altare maggiore porta la data del 1855, a cui risale anche le decorazione della volta del presbiterio. Dietro di esso è esposta una pala risalente al Cinquecento raffigurante la Vergine col Bambino e ai suoi lati i santi Pietro e Paolo. Sulla parete sinistra della navata sono collocate due tele settecentesche che ritraggono san Filastrio e san Costanzo.
Sul portale d'ingresso si trova la cantoria lignea ospitante l'organo.

## Società

### Evoluzione demografica
Abitanti censiti

### Etnie e minoranze straniere
Al 1º gennaio 2022 la popolazione straniera residente era di 502 persone, pari all'12,2% della popolazione totale. Le nazionalità maggiormente rappresentate in base alla loro percentuale sul totale della popolazione residente sono:
- India 195
- Romania 67
- Marocco 73
- Egitto 32
- Pakistan 25

### Lingua e dialetto
Nel territorio di Offlaga, accanto all'italiano, è parlata la lingua lombarda prevalentemente nel suo dialetto bresciano.

### Tradizioni e folclore
La festa patronale di Offlaga è Sant'Imerio, che si festeggia il 17 giugno.

## Geografia antropica
Stando all'Articolo 4, Comma 1 dello Statuto comunale, il territorio comunale è suddiviso in tre frazioni: Cignano, Faverzano e Offlaga, presso il quale ha sede il palazzo municipale.

### Cignano
La frazione di Cignano è posta a meridione dell'abitato di Offlaga e a settentrione di Breda Libera. È stato comune autonomo fino al 1928.

### Faverzano
Faverzano è ubicata ad occidente dell'abitato di Cignano e a settentrione di Cadignano. È stato comune autonomo fino al 1928.

## Amministrazione
| Periodo        | Periodo        | Primo cittadino             | Partito      | Carica      | Note   |
| -------------- | -------------- | --------------------------- | ------------ | ----------- | ------ |
| 24 aprile 1995 | 14 giugno 1999 | Lorenzo Saccani             | lista civica | Sindaco     |        |
| 14 giugno 1999 | 14 giugno 2004 | Cesare Tomasoni             | lista civica | Sindaco     |        |
| 14 giugno 2004 | 12 aprile 2007 | Attilio Arenghi             | lista civica | Sindaco     |        |
| 12 aprile 2007 | 15 aprile 2008 | Attilio Visconti            |              | Commissario |        |
| 15 aprile 2008 | 27 maggio 2013 | Giuseppe Ferdinando Moretti | lista civica | Sindaco     |        |
| 27 maggio 2013 | in carica      | Giancarlo Mazza             | lista civica | Sindaco     | [ 20 ] |

## Sport
Ad Offlaga ha sede la società sportiva calcistica Atletico Offlaga militante in Prima Categoria.

## Festività e Ricorrenze
Dal 2001 con cadenza annuale si festeggia dal 14 al 24 giugno la Sagra di Sant'Imerio.
Negli ultimi anni per l'ultimo dell'anno è organizzata in oratorio una cena, a cui segue spettacolo pirotecnico per la mezzanotte.
Ogni estate si svolgono per i minori di 13 anni, due grest, Sport Estate a giugno, e il Grest dell'oratorio a luglio.